# Expresionism abstract
Expresionismul abstract este o mișcare artistică care s-a dezvoltat la mijlocul secolului al XX-lea și care constă în reprezentarea gândurilor și sentimentelor în actul picturii într-o manieră spontană, folosind tratamentul expresiv al materiei, formele abstracte și culorile cele mai variate. 
Mișcarea a luat naștere în cercurile artistice din New York în perioada imediată după sfârșitul celui de-al doilea război mondial și a durat în Statele Unite până prin anul 1970. Expresionismul abstract, constituit din mai multe curente, nu este caracterizat prin omogenitate. El poate fi împărțit în cinci faze: 
- prima generație
- abstracția gestuală ("action painting")
- abstracția cromatică ("color field painting")
- abstracția post-picturală
- abstracția geometrică.

Deși termenul de "expresionism abstract" a fost folosit pentru prima dată în 1946, în legătură cu mișcarea artistică din America, de către criticul de artă Robert Coates, el mai fussese folosit în Germania în 1919 în revista "Der Sturm" referitor la expresionismul german. În Statele Unite, Alfred Barr adoptă termenul de expresionism abstract în anul 1929, termen cu care caracterizează opera lui Wassily Kandinsky.

## Origini
Expresionismul abstract își are rădăcinile în opera non-figurativă a lui Wassily Kandinsky și în producțiile artiștilor suprarealiști, care lăsau în mod voluntar subconștientul lor să se exprime spontan în activitatea creatoare. Sosirea la New York în timpul celui de al doilea război mondial a unor pictori de avangardă europeni ca Max Ernst, Marcel Duchamp, Marc Chagall și Yves Tanguy a influențat pe artiștii americani, care s-au asociat acestei tendințe între anii '40 și '50. Activitatea lor a fost marcată și de abstracționismul subiectiv al pictorului Arshile Gorky, de origine armeană, care a emigrat în Statele Unite în 1920, precum și de operele lui Hans Hofmann, care punea accentul pe interacțiunea dinamică a planurilor de culoare.

## Caracteristici
Centrul mișcării expresionist abstracte a fost la New York, de unde și denumirea frecventă de "Școala din New York" (New York School of Painting). Aspectele acestui curent erau tot atât de numeroase ca și pictorii care îl reprezintă, totuși din acest conglomerat se detașează două tendințe majore: "action painting" și "color field painting".
- action painting (termen tradus prin: "abstracție gestuală", "pictură gestuală", "gestualism"). Ceea ce contează în creațiile gestuale este înregistrarea cu fidelitate a tensiunii spirituale și fizice ("action") a autorului în momentul pictării. Pentru aceasta, Jackson Pollock, de pildă, renunță la șevalet, așternînd pânza pe podea și lăsând să se scurgă culorile direct din diferite recipiente sau de pe pensulă, după care trasa linii întrețesute, reallizând un arabesc fără sfârșit. Tehnica sa, numită "dripping" (în engleză to drip = a picura, a se scurge), este adaptată intenției de a picta nu ceea ce vede, ci ceea ce simte pictorul, tabloul devenind o inedită "seismogramă" a descărcărilor sale de energie. Willem de Kooning și Franz Kline, alți reprezentanți ai stilului action painting, realizează compoziții cromatice cu largi suprafeți de culoare, creind abstracții ritmice într-un spațiu virtual infinit.

- color field painting (color field = "câmp de culori") sau abstracția cromatică. Termenul a fost folosit de Clement Greenberg pentru a caracteriza pictura unor artiști ca Mark Rothko, Clyford Still și Barnett Newman, artiști care accentuau unificarea culorii cu forma. Reprezentanții acestui stil practică o pictură din câmpuri ample de culoare, dispuse în tente plate, active în același plan, în care uneori își fac apariția principii raționaliste ordonatoare.

Bradley Walker Tomlin, Philip Guston, Robert Motherwell, Adolph Gottlieb și Jean-Paul Riopelle (Canada) au folosit elemente din ambele tendințe.

## Expresionismul abstract în Europa
Echivalentul european al expresionismului abstract s-a manifestat sub forma stilului denumit în Franța "tachisme" (în franceză: tache = pată), denumire dată de criticul Pierre Guéguen în 1951, referindu-se la operele lui Pierre Soulages și Georges Mathieu, caracterizat uneori și cu termenele de "artă informală" sau "abstracție lirică", stil care se recunoaște prin proiecția unor pete de culoare în absența oricărei structuri organizate. Printre pictorii care se încadrează în această formă de exprimare artistică se numără spaniolul Antoni Tàpies, francezii Pierre Schneider, Jean Dubuffet și Camille Bryen, germanul Alfred Otto Wolfgang Schulze zis Wols și italianul Alberto Burri. Și în creația pictorului german Gerhard Richter se pot recunoaște în unele tablouri elemente ale expresionismului abstract, deși stilul lui, cu totul original, se sustrage oricăror încadrări rigide.